# Gruta do Chocolate
A Gruta do Chocolate é uma gruta portuguesa localizada na freguesia dos Biscoitos, concelho da Praia da Vitória, ilha Terceira, arquipélago dos Açores.
Encontra-se no interior e apresenta uma geomorfologia de origem vulcânica em forma de tubo de lava localizado em encosta.
Este acidente geológico apresenta um comprimento de 109.7 m.por uma largura máxima de 3.6 m. e por altura também máxima de 6.2 m.

## Espécies observáveis
- Euphthiracarus cribrarius Acari-Oribatei Euphthiracaridae
- Euzetes globula Acari-Oribatei Euzetidae
- Acrogalumna longiplumus Acari-Oribatei Galumnidae
- Hermanniella granulata Acari-Oribatei Hermanniellidae
- Nanhermannia nanus Acari-Oribatei Nanhermanniidae
- Phthiracarus piger Acari-Oribatei Phthiracaridae